# 岩手県道255号広瀬三ケ尻線
岩手県道255号広瀬三ケ尻線（いわてけんどう255ごう ひろせみかじりせん）は、岩手県奥州市と胆沢郡金ケ崎町を結ぶ一般県道である。

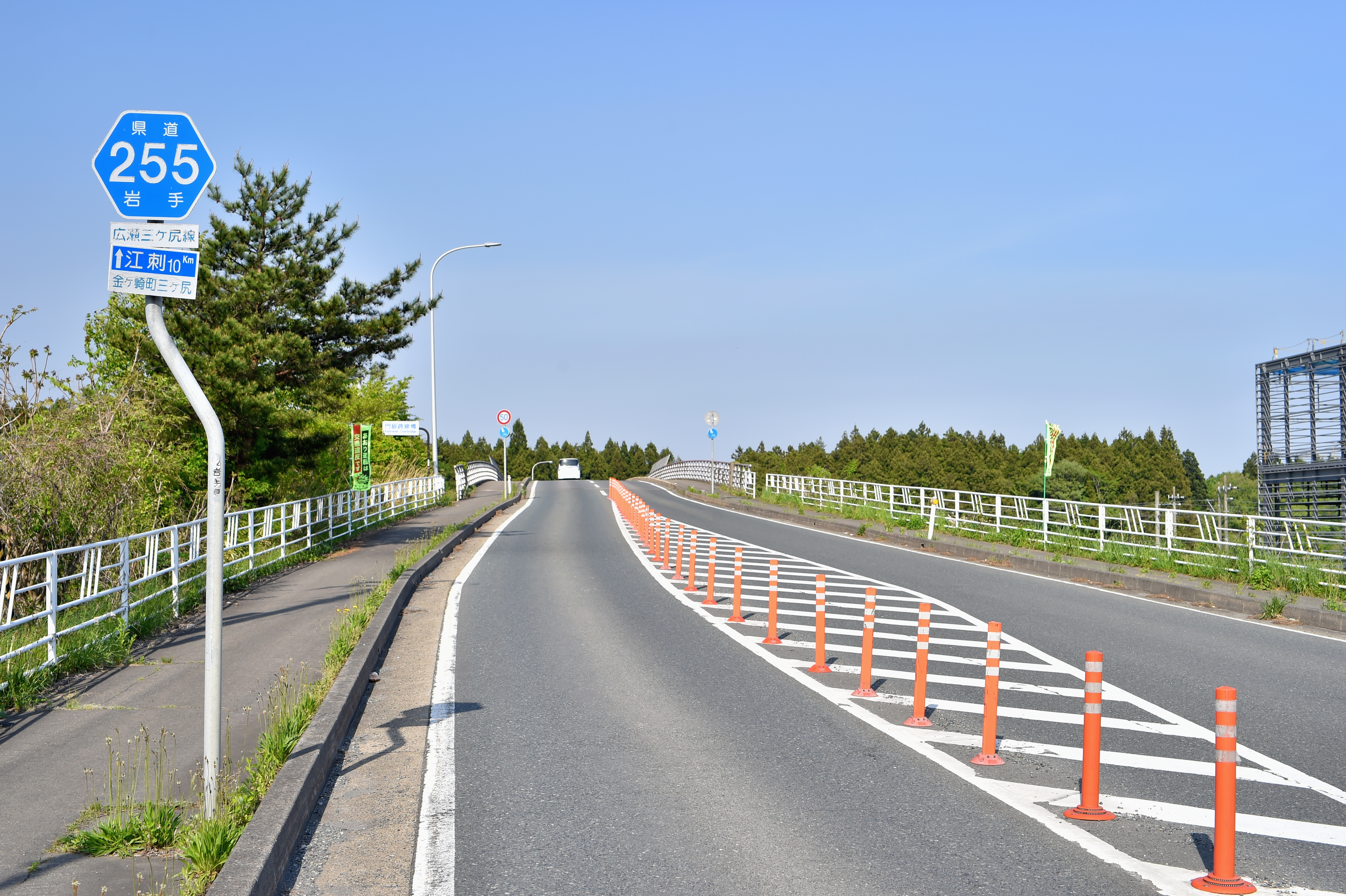
岩手県道255号広瀬三ケ尻線
金ケ崎町三ケ尻（2024年5月）

## 概要
奥州市江刺広瀬の国道456号から北西方向へ分岐し、おおむね西へ向かう。岩手県道14号一関北上線と交差したのちに東北新幹線と交差、北上川を渡って終点の手前で東北本線と高架橋で立体交差し、終点の胆沢郡金ケ崎町三ケ尻で国道4号に接続する。

### 路線データ
- 実延長：9,679.1 m[1]
- 起点：奥州市江刺広瀬[1]（国道456号交点）
- 終点：胆沢郡金ケ崎町三ケ尻[1]（国道4号交点）

## 歴史
- 1975年（昭和50年）8月1日 - 一般県道に認定される。[1]

## 地理

### 交差する道路
- 国道456号（奥州市江刺広瀬、起点）
- 岩手県道14号一関北上線（奥州市江刺稲瀬山下）
- 国道4号（胆沢郡金ケ崎町三ケ尻荒巻、終点）

### 沿線の施設
- 金ケ崎町立三ケ尻小学校
- イオンスーパーセンター金ケ崎店